# Tauschke
Die Tauschke ist ein Fließgewässer in der Gemeinde Cavertitz im Landkreis Nordsachsen in Sachsen.

## Verlauf
Der ca. 4 km lange Zufluss der Dahle hat seine Quelle nordöstlich von Treptitz, einem Ortsteil von Cavertitz. Er fließt von dort in südöstlicher Richtung, durch Schirmenitz, einem Ortsteil von Cavertitz, und unterquert die B 182 und die Schulstraße. Der Bach mündet am östlichen Ortsrand von Schirmenitz in die Dahle.